# Oasi Bosco Romanazzi
Bosco Romanazzi è un'oasi naturale di proprietà del WWF che sorge nei pressi della ex cava artificiale di Monte Rotondo, nel comune di Gioia del Colle, in Puglia.
Per la ricca biodiversità riscontrata in studi sulla flora e la fauna, il WWF locale ha proposto nel 2007 l'istituzione di una zona di protezione speciale.

## Flora
Il bosco è caratterizzato dalla macchia mediterranea, con querce rare, ed è una vera e propria oasi asserragliata tra pascoli e coltivi di un'area ampiamente antropizzata, ricca di uliveti secolari e vigneti. Presente anche qualche zona a gariga.
Tra le specie si segnalano le Ginestrine (Lotus corniculatus) e la Cornetta di Valencia (Coronilla valentina), mentre gli incolti vedono la presenza di Urospermo (Urospermum dalechampii), Raperonzolo (Campanula rapunculus) e Viperina azzurra (Echium vulgare). Numerose le orchidee: dalla Manina rosea (Gymnadenia conopsea), alla Vesparia (Ophrys apifera), a Ophrys bertolonii, all'Orchide mascula (Orchis mascula), a Orchis morio var. alba,  Orchis papilionacea, all'"uomo nudo" (Orchis italica) e a Anacamptis pyramidalis.

## Fauna

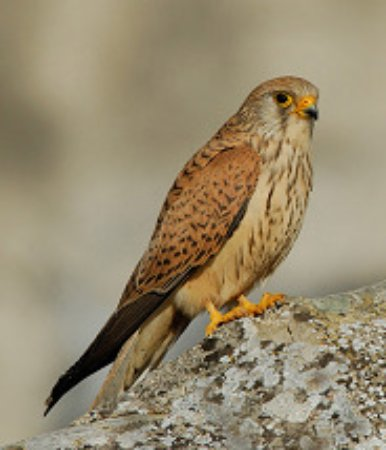
Un falco grillaio.

Insieme alle altre aree della cava di Monterotondo i Boschi Romanazzi sono interessati dalla presenza di una colonia di falchi grillai (Falco naumanni), specie inserita nella Lista Rossa IUCN.
Altri uccelli che popolano i boschi sono il cardellino (Carduelis carduelis), il verzellino (Serinus serinus) e l'upupa (Upupa epops), ed altri rapaci come il gheppio (Falco tinnunculus) e la poiana (Buteo buteo); mentre molto sporadici sono gli avvistamenti di sparvieri (Accipiter nisus) e poiane calzate (Buteo lagopus), oltre che dei gruccioni (Merops apiaster).
Altre specie presenti nell'area comprendono diversi mammiferi come la volpe (Vulpes vulpes), la faina (Martes foina), la donnola (Mustela nivalis), il riccio europeo (Erinaceus europaeus), la talpa (Talpa romana) e il mustiolo (Suncus etruscus). Tra i rettili si citano il ramarro occidentale (Lacerta bilineata), la lucertola campestre (Podarcis siculus) ed il biacco (Hierophis viridiflavus).
Tra i coleotteri è parecchio diffuso il sicofante (Calosoma sycophanta); sono anche presenti l'Anthaxia hungarica, la Chrysolina menthastri e la cetonia dorata (Cetonia aurata); mentre tra gli ortotteri abbondano Acrida ungarica e Empusa pennata. Tra gli imenotteri è presente il vespide antoforide, mentre tra i neurotteri si citano Libelloides coccajus e il formicaleone (Palpares libelluloides).
Particolarmente abbondanti sono i lepidotteri: la farfalla icaro (Polyommatus icarus), l'aurora (Anthocharis cardamines), la ninfa minore (Coenonympha pamphilus) e la megera (Lasiommata megera), oltre ad alcune specie comuni in queste aree boschive ma rare altrove, come Melitaea didyma, Pyronia cecilia e Maniola jurtina. Molto comuni anche le falene, come la falena dell'edera (Euplagia quadripunctaria), la fegea (Amata phegea), Dendrolimus pini e Arctia caja.
Tra gli aracnidi sono presenti tra gli altri il ragno granchio (Misumena vatia ), il ragno crociato (Araneus diadematus), il ragno vespa (Argiope bruennichi) e Xysticus cristatus; tra gli scorpioni è presente Euscorpius flavicaudis.

## Regimi di tutela
Le aree dei Boschi Romanazzi non sono tutelate come sito di interesse comunitario (SIC) né tantomeno come zona di protezione speciale (ZPS), per cui non sono assoggettate ai vincoli delle direttive europee n. 92/43/CEE (la cosiddetta direttiva Habitat) e n. 79/409/CEE (direttiva Uccelli). Nel 2007 le sezioni locali del WWF hanno proposto l'istituzione di una ZPS nell'area, finora senza esito positivo.
L'area tuttavia è regolamentata dalle norme del Piano Urbanistico Territoriale Tematico (PUTT) della regione Puglia.